# Краснопёров, Иван Маркович
Ива́н Ма́ркович Краснопёров (13 января 1839, Икское Устье, Вятская губерния — 1920, Петроград) — русский земский статистик, историк, этнограф, мемуарист.

## Биография
Родился в семье пономаря села Икское Устье (ныне Менделеевский район Татарстана) Марка Гавриловича Краснопёрова (1805—1857) и его жены Ефросиньи Мартыновны (1806 — после 1882).
Окончил Вятское духовное училище, учился в Вятской духовной семинарии. В 1862 году поступил вольнослушателем в Императорский Казанский университет. Весной 1863 года арестован по делу о «Казанском заговоре» (дело студенческого кружка, вошедшего в сношения с польскими повстанцами). В который входили: Полиновский, Сергеев, Жеманов, Иван Орлов, Лаврский, Шулятиков, Михаил Иванович. В заключении пробыл до 1867 года.
В 1872—1874 гг. — сотрудник ряда газет и журналов в Санкт-Петербурге. В 1874—1882 гг. — преподаватель русского языка, истории и географии в Рославльском железнодорожном техническом училище. В 1883—1893 гг. заведовал губернским статистическим бюро в Самаре, издал десять томов «Сборника статистических сведений» (Самара, 1883—1893). В 1893—1902 гг. работал в той же должности в Твери, где издал четырнадцать томов статистических сборников и приложений к ним. Затем служил чиновником в Могилёвской и Вологодской губерниях, конец жизни провёл в Санкт-Петербурге.
Опубликовал более 80 крупных статей. Кроме трудов по земской статистике, известен своими работами по истории (в том числе краеведению), этнографии, экономике, народному образованию. Помещал статьи в «Юридическом вестнике», «Русском богатстве», «Мире Божьем», «Русской мысли», «Вестнике Европы», «Журнале Министерства народного просвещения» и других изданиях.
Автор мемуаров:
- Красноперов И. М. Записки разночинца / Предисл. Б. П. Козьмина. — М.; Л.: Молодая гвардия, 1929. — 152 с.
- Красноперов И. М. Воспоминания земского статистика / Вступ. статья, комментарии, приложения, подбор фотографий Ю. И. Соколова. — М.: Золотое сечение, 2008. — 120 с.

## Семья
Жена (с 1872 г.) — Ольга Васильевна (1855—1900), дочь священника села Покровского Крестецкого уезда Новгородской губернии Василия Матвеевича Левочского (1832—1898); в браке родились 8 детей.
Двоюродный брат — Егор Иванович Краснопёров (1841—1897), земский статистик.
Внучка - Марина Абрамовна Краснопёрова (1940-2010), профессор СПбГУ, лингвист, специалист по стиховедению.